# La Fête des voisins
Cet article concerne le film. Pour la manifestation annuelle, voir Fête des voisins.
Pour plus de détails, voir Fiche technique et Distribution.
La Fête des voisins est un film français réalisé par David Haddad, sorti en 2010.

## Synopsis
Pierrot, gardien d’immeuble, organise une fête de voisins de dernière minute. L’apéro improvisé ne se passe pas comme prévu et dégénère.

## Fiche technique
- Réalisation et Scénario : David Haddad
- Musique du film : Alain Lanty
- Directeur de la photographie : Valentin Caron
- Montage : Dominique Petrot
- Création des décors : Fanny Étienne
- Création des costumes : Agnès Noden
- Société(s) de production : Cinégénie
- Durée : 85 minutes
- Pays de production :  France
- Genre : comédie
- Date de sortie : France : 26 mai 2010

## Distribution
- David Haddad : Pierrot
- Marie-Lorna Vaconsin : Rosalie
- Philippe Stellaire : Christophe Davricourt
- Alain Floret : Armand Castela
- Lucia Bensasson : Madame Saadi
- Alexandre Pesle : Bastien, alias Jean-Baptiste
- Ary Abittan : François-Xavier
- Alexis Sellem : Rabbin Joseph
- Atanase Périfan : Monsieur Lami
- Zazon Castro : Catherine Davricourt
- Juliette Laurent : Claire
- Rosine Young : Anne-Marie
- René-Alban Fleury : Hugo